# Georges Franju
Georges Franju est un réalisateur français, né le 12 avril 1912 à Fougères et mort le 5 novembre 1987 dans le 16e arrondissement de Paris.

## Biographie
Né en 1912, il exerce différents métiers dont décorateur de théâtre, mais surtout rencontre en 1934 Henri Langlois, passionné de cinéma comme lui. Ils réalisent ensemble un court-métrage, Le Métro, sorti en 1935. Puis il participe en 1936, toujours avec Langlois, à la création de la Cinémathèque française, bénéficiant du soutien de Paul-Auguste Harlé. Il devient en 1938 secrétaire exécutif de la Fédération internationale des archives du film (FIAF).
Après la Seconde Guerre mondiale, Georges Franju se fait connaître avec des courts métrages documentaires, d'un réalisme sans concession, mais avec de courts passages surréalistes et poétiques, comme Le Sang des bêtes sur le monde des abattoirs mais avec des images d'une péniche qui semble glisser sur la terre ferme, En passant par la Lorraine sur les aciéries mosellanes, ou encore Hôtel des Invalides sur les « gueules cassées », comprenant aussi des images d'une armée d'armures vides, etc. De 1945 à 1953, il est aussi secrétaire général d'un Institut de cinématographie scientifique, créé par Jean Painlevé.
On retrouve ce style de mise en scène froid et cette poésie un peu fantastique dans ses longs métrages comme La Tête contre les murs (interprété par Jean-Pierre Mocky, auteur du scénario), qui se déroule dans un asile psychiatrique, ou son chef-d'œuvre Les Yeux sans visage, authentique film d'horreur dont certaines scènes annoncent le cinéma gore, (qui apparaîtra trois ans plus tard avec Orgie sanglante de Herschell Gordon Lewis), mais sans son versant grand-guignol. George A. Romero s'inspirera d'ailleurs de cette œuvre pour son film Bruiser, avec le masque blanc neutre comme dans celui de Franju.
Dans Judex tourné en 1963 avec Edith Scob et Francine Bergé,, il affiche son penchant pour l'insolite et affirme son goût d'une mise en scène expressionniste.
En 1965, par l'intermédiaire de l'éditeur et ancien repris de justice Georges Figon, il rencontre le journaliste Philippe Bernier, qui travaille sur un projet de film documentaire consacré à la décolonisation. C'est dans ces circonstances qu'il est impliqué malgré lui dans l'affaire Ben Barka.
Il adapte aussi Thérèse Desqueyroux de François Mauriac (1962) et La Faute de l'abbé Mouret d'Émile Zola(1970).
Mort à 75 ans le 5 novembre 1987, il est inhumé à Dourdan (Essonne).

## Filmographie

### Cinéma

#### Longs métrages
- 1958 : La Tête contre les murs
- 1960 : Les Yeux sans visage
- 1961 : Pleins Feux sur l'assassin
- 1962 : Thérèse Desqueyroux
- 1963 : Judex
- 1965 : Thomas l'imposteur
- 1970 : La Faute de l'abbé Mouret
- 1974 : Nuits rouges

#### Courts métrages
- 1935 : Le Métro - coréalisateur : Henri Langlois
- 1949 : Le Sang des bêtes
- 1950 : En passant par la Lorraine
- 1951 : Hôtel des Invalides
- 1952 : Le Grand Méliès
- 1954 : Les Poussières
- 1954 : Navigation marchande
- 1955 : À propos d'une rivière ou Le Saumon atlantique
- 1955 : Mon chien
- 1956 : Le Théâtre national populaire
- 1956 : Sur le pont d'Avignon
- 1956 : Monsieur et Madame Curie
- 1957 : Notre-Dame, cathédrale de Paris
- 1958 : La Première Nuit
- 1965 : Les Rideaux blancs
- 1967 : Amiens ville ouverte
- 1967 : Le Magicien du fer

### Télévision

#### Téléfilms
- 1965 : Les Rideaux blancs, l'un des volets de la trilogie Le Moment de paix, dont les deux autres sont Matura de Tadeusz Konwicki et Der Augenblick des Friedens de Egon Monk
- 1973 : La Ligne d'ombre
- 1974 : Nuits rouges
- 1978 : La Discorde, collection Cinéma 16
- 1979 : Le Dernier Mélodrame, collection Cinéma 16

#### Séries télévisées
- 1968 : Service des affaires classées
- 1975 : L'Homme sans visage

### Documentaire
- Franju, l'avion et la DS, réalisé par André S. Labarthe, 1987